# Ceraia
Ceraia är ett släkte av insekter. Ceraia ingår i familjen vårtbitare.

## Dottertaxa tillCeraia, i alfabetisk ordning[1]
- Ceraia bicolorata
- Ceraia capra
- Ceraia cornutoides
- Ceraia cotti
- Ceraia cottica
- Ceraia dentata
- Ceraia hemidactyla
- Ceraia hemidactyloides
- Ceraia hubbelli
- Ceraia intermedia
- Ceraia liebermanni
- Ceraia madeirensis
- Ceraia maxima
- Ceraia mytra
- Ceraia nigropunctulata
- Ceraia para
- Ceraia peraccae
- Ceraia piracicabensis
- Ceraia pristina
- Ceraia punctulata
- Ceraia santosi
- Ceraia similis
- Ceraia simplaria
- Ceraia striata
- Ceraia surinamensis
- Ceraia tibialis
- Ceraia tibialoides
- Ceraia tuxtlaensis
- Ceraia ultra
- Ceraia vicina